# 헤일로 인피니트
헤일로 인피니트는 343 인더스트리에서 개발하고 xbox game studio에서 유통하는 1인칭 슈팅 게임이다. 엑스박스 원, 엑스박스 시리즈 X/S, 마이크로소프트 윈도우에서 플레이 가능하다. 헤일로 시리즈의 6번째 정규 시리즈이자 계승자 연대기의 3번째 게임이다. 마스터 치프의 이야기를 이어나가며, 헤일로 5: 가디언즈의 뒷이야기를 다루고 있다. 멀티플레이는 무료로 할 수 있을것으로 발표되었다. 원래 2020년 11월 출시 예정이었으나, 현재는 2021년 12월 8일 출시가 예정되어있다.

## 출시 전 정보
2018년 6월 10일 E3에서 공개되었다. 이번 헤일로에서는 과거와 달리 숫자가 사라졌다. 또한 새로운 슬립스페이스 엔진으로 개발되었다. 또한 새 음악감독 조엘 야거(Joel yarger)와 작곡가 커티스 슈바이처(Curtis Schweitzer)가 음악을 담당한다. 이번 게임은 헤일로 시리즈의 정신적 리부트를 예고하였다.
또한 헤일로 워즈 2의 배니시드가 주요 세력으로서 등장할 것이 확인되었다.

## 줄거리
헤일로 인피니트는 "리클레이머 사가"의 세번째 장에 해당하며, 헤일로 4 와  가디언즈에 이은 연속시리즈이다.  이 장에서는 주인공 마스터 존-117이 더 큰 역할을 하고 있다.